# Too Tough to Die
Too Tough to Die je osmé studiové album americké skupiny Ramones. Jeho nahrávání probíhalo v červenci 1984 a vyšlo v říjnu stejného roku u vydavatelství Sire Records. Album produkovali Ed Stasium a dřívější člen skupiny Ramones Tommy Ramone. V roce 2002 vyšlo album v rozšířené reedici.

## Seznam skladeb
| Pořadí         | Název                             | Autor                                           | Délka |
| -------------- | --------------------------------- | ----------------------------------------------- | ----- |
| 1.             | Mama's Boy                        | Johnny Ramone, Dee Dee Ramone, Tommy Ramone     | 2:09  |
| 2.             | I'm Not Afraid of Life            | Dee Dee Ramone                                  | 3:12  |
| 3.             | Too Tough to Die                  | Dee Dee Ramone                                  | 2:35  |
| 4.             | Durango 95                        | Johnny Ramone                                   | 0:55  |
| 5.             | Wart Hog                          | Dee Dee Ramone, Johnny Ramone                   | 1:54  |
| 6.             | Danger Zone                       | Dee Dee Ramone, Johnny Ramone                   | 2:03  |
| 7.             | Chasing the Night                 | Busta Cherry Jones, Joey Ramone, Dee Dee Ramone | 4:25  |
| 8.             | Howling at the Moon (Sha-La-La)   | Dee Dee Ramone                                  | 4:06  |
| 9.             | Daytime Dilemma (Dangers of Love) | Joey Ramone, Daniel Rey                         | 4:31  |
| 10.            | Planet Earth 1988                 | Dee Dee Ramone                                  | 2:54  |
| 11.            | Humankind                         | Richie Ramone                                   | 2:41  |
| 12.            | Endless Vacation                  | Dee Dee Ramone, Johnny Ramone                   | 1:45  |
| 13.            | No Go                             | Joey Ramone                                     | 3:03  |
| Celková délka: | Celková délka:                    | Celková délka:                                  | 36:13 |

| Bonusy na reedici z roku 2002 | Bonusy na reedici z roku 2002                  | Bonusy na reedici z roku 2002               | Bonusy na reedici z roku 2002 |
| Pořadí                        | Název                                          | Autor                                       | Délka                         |
| ----------------------------- | ---------------------------------------------- | ------------------------------------------- | ----------------------------- |
| 14.                           | Street Fighting Man                            | Mick Jagger, Keith Richards                 | 2:56                          |
| 15.                           | Smash You                                      | Richie Ramone                               | 2:23                          |
| 16.                           | Howling at the Moon (Sha-La-La) (demo verze)   | Dee Dee Ramone                              | 3:17                          |
| 17.                           | Planet Earth 1988 (demo verze)                 | Dee Dee Ramone                              | 3:02                          |
| 18.                           | Daytime Dilemma (Dangers of Love) (demo verze) | Joey Ramone, Daniel Rey                     | 4:06                          |
| 19.                           | Endless Vacation (demo verze)                  | Dee Dee Ramone, Johnny Ramone               | 1:46                          |
| 20.                           | Danger Zone (demo verze)                       | Dee Dee Ramone, Johnny Ramone               | 2:07                          |
| 21.                           | Out of Here                                    | Ramones                                     | 4:10                          |
| 22.                           | Mama's Boy (demo verze)                        | Johnny Ramone, Dee Dee Ramone, Tommy Ramone | 2:15                          |
| 23.                           | I'm Not an Answer                              | Ramones                                     | 2:16                          |
| 24.                           | Too Tough to Die (demo verze)                  | Dee Dee Ramone                              | 2:35                          |
| 25.                           | No Go (demo verze)                             | Joey Ramone                                 | 3:05                          |
| Celková délka:                | Celková délka:                                 | Celková délka:                              | 70:11                         |

## Obsazení
- Joey Ramone – zpěv
- Johnny Ramone – kytara
- Dee Dee Ramone – baskytara, doprovodný zpěv
- Richie Ramone – bicí, doprovodný zpěv
- Walter Lure – kytara